# Elusia
Elusia és un gènere d'arnes de la família Crambidae descrit per William Schaus el 1940. La seva única espècie, Elusia enalis, descrita en la mateixa publicació, es troba a Puerto Rico.